# Ес-Суассі
Ес-Суассі (араб. السواسي) — місто в Тунісі у регіоні Сахель. Входить до складу вілаєту Махдія. Станом на 2004 рік тут проживало 4 633 особи.